# Arrúbal

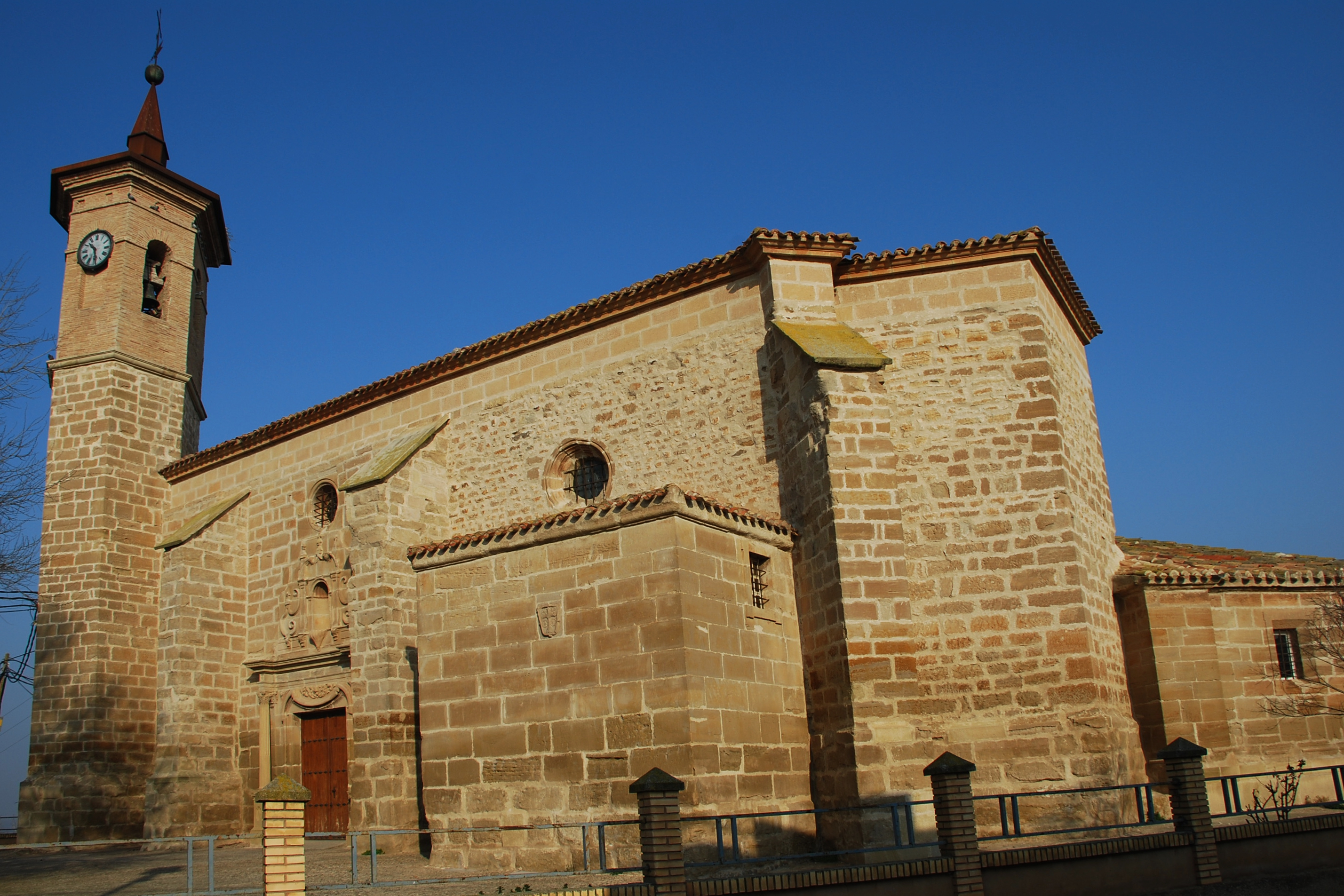
Iglesia de San Salvador

Arrúbal ist ein Ort und eine Gemeinde (municipio) mit 565 Einwohnern (Stand: 2024) in der nordspanischen Autonomen Region La Rioja. Die Gemeinde gehört zum Weinbaugebiet der Rioja Baja und war bis 1952 Bestandteil der Nachbargemeinde Agoncillo.

## Lage und Klima
Der Ort Arrúbal liegt im Ebro-Tal im Nordosten der spanischen Autonomieregion La Rioja knapp 20 km östlich von Logroño in einer Höhe von ca. 355 m. Das Klima ist gemäßigt bis warm; Regen (ca. 500 mm/Jahr) fällt überwiegend im Winterhalbjahr.

## Bevölkerungsentwicklung
| Jahr      | 1857 | 1900 | 1950 | 2000 | 2019 |
| Einwohner | -    | -    | -    | 404  | 506  |

Die Reblauskrise im Weinbau, die zunehmende Mechanisierung der Landwirtschaft und die Aufgabe bäuerlicher Kleinbetriebe haben seit der Mitte des 20. Jahrhunderts zu einer erhöhten Arbeitslosigkeit und in der Folge zu einer Abwanderung vieler Familien in die größeren Städte geführt (Landflucht).

## Wirtschaft
In früheren Jahrhunderten lebten viele Einwohner der Stadt als Selbstversorger direkt oder indirekt (als Handwerker und Gewerbetreibende) von der in der Umgebung betriebenen Landwirtschaft. Der seit den Zeiten der Römer betriebene Weinbau gewann vor allem im 19. Jahrhundert an Bedeutung, als sich französische Winzer im Ebro-Tal niederließen, um dort Weine nach französischem Vorbild zu produzieren.

## Geschichte
Jungsteinzeitliche und eisenzeitliche Funde wurden auf dem Gemeindegebiet nicht gemacht; römische, westgotische und maurische Spuren fehlen ebenfalls. Die erste urkundliche Erwähnung des Ortsnamens stammt aus einem Dokument des Jahres 1056, in welchem der örtliche Grundherr die Grundherrschaft (señorío) über Agoncillo und den Ort Castello Rubio dem gut 150 km östlich gelegenen Kloster San Juan de la Peña vermachte. Im 14. Jahrhundert gehörte der Ort zum Señorío de Cameros, deren Geschlecht aber im Jahr 1332 ausstarb. Im Jahr 1337 erwarb Rodrigo Alfonso de Medrano, ein Offizier der Armbrustschützen (ballesteros) im Heer Alfons XI. von Kastilien den Ort; seine Nachfahren blieben die Grundherren bis zur Abschaffung aller Grundherrschaften im Jahr 1812. Im Jahr 1834 kam der Ort von der Provinz Burgos zur neugeschaffenen Provinz Logroño, aus welcher im Jahr 1980 die Autonome Region La Rioja hervorging.

## Sehenswürdigkeiten und Kultur
- Die aus Bruch- und Werksteinen erbaute Iglesia de San Salvador entstand im 16. Jahrhundert. Die Portalrahmung sowie Teile des Chorbereichs (coro) und des Glockenturms (campanario) wurden im 17. Jahrhundert hinzugefügt. Das Kircheninnere ist einschiffig und von Rippengewölben bedeckt. Der Hauptaltar enthält Szenen der Kreuzigung, der Auferstehung und der Himmelfahrt Christi.[4][5]